# 기예르모 프랑코
기예르모 루이스 프랑코 파르콰르손(스페인어: Guillermo Luis Franco Farquarson, 1976년 2월 11일 ~ )은 기예르모 프랑코로 불리는 아르헨티나 태생 멕시코의 은퇴한 축구 선수이며 선수 시절 포지션은 공격수이다.

## 축구인 경력

### 클럽 경력
프랑코는 아르헨티나 프리메라 디비시온의 산로렌소에서 프로 경력을 시작하였다. 2002 시즌 전기 리그 진행 중에 멕시코의 몬테레이로 이적하였다. 팀이 2003 시즌 리그 우승을 차지하는데 공헌하였으며 2004 시즌 전기 리그에선 15경기에 나서 16골을 넣으며 경기당 평균 1골 이상을 기록하는 좋은 득점력을 선보였다.
2006년 비야레알로 이적하였다. 비야레알에서의 3년 간 잦은 부상으로 컨디션 난조를 겪었고 2009년 웨스트 햄으로 이적하였다. 2009년 10월 31일 선덜랜드와의 경기에서 잉글랜드 무대 데뷔골을 기록하며 프리미어리그에서 득점한 3번째 멕시코 선수가 되었다.
2009-10 시즌 이후 웨스트 햄을 떠났고 2011년 1월 벨레스 사르스필드로 이적하였다. 2011 시즌 후반기에 장기 부상을 입자 팀에 계약을 해지하거나 회복 시까지 급료를 주지 않아도 된다고 밝혔으나 구단이 이를 거절하였다. 이후 부상에서 회복하여 2011 코파 리베르타도레스 8강에 출전하였고 리그 마지막 5경기에도 모두 출전하여 팀의 리그 우승에 공헌하였다.
2012년 1월 21일 파추카로 이적하였다.
2012년 9월 14일 미국의 시카고 파이어로 이적하였다.
2013년 1월 29일 선수 생활 은퇴를 선언하였다.

### 국가대표 경력
2002년 몬테레이 이적으로 멕시코에 거주하기 시작하였고 2004년 멕시코 국적을 취득하였다. 2005년 멕시코 대표팀 소속으로 A매치 데뷔전을 치렀다.
이후 2006 독일 월드컵, 2009 골드컵, 2010 남아공 월드컵 등에 출전하였다.
2010년 9월 대표팀 은퇴를 선언하였다.